# Cúter
|  | Per a altres significats, vegeu «Cúter (eina)». |

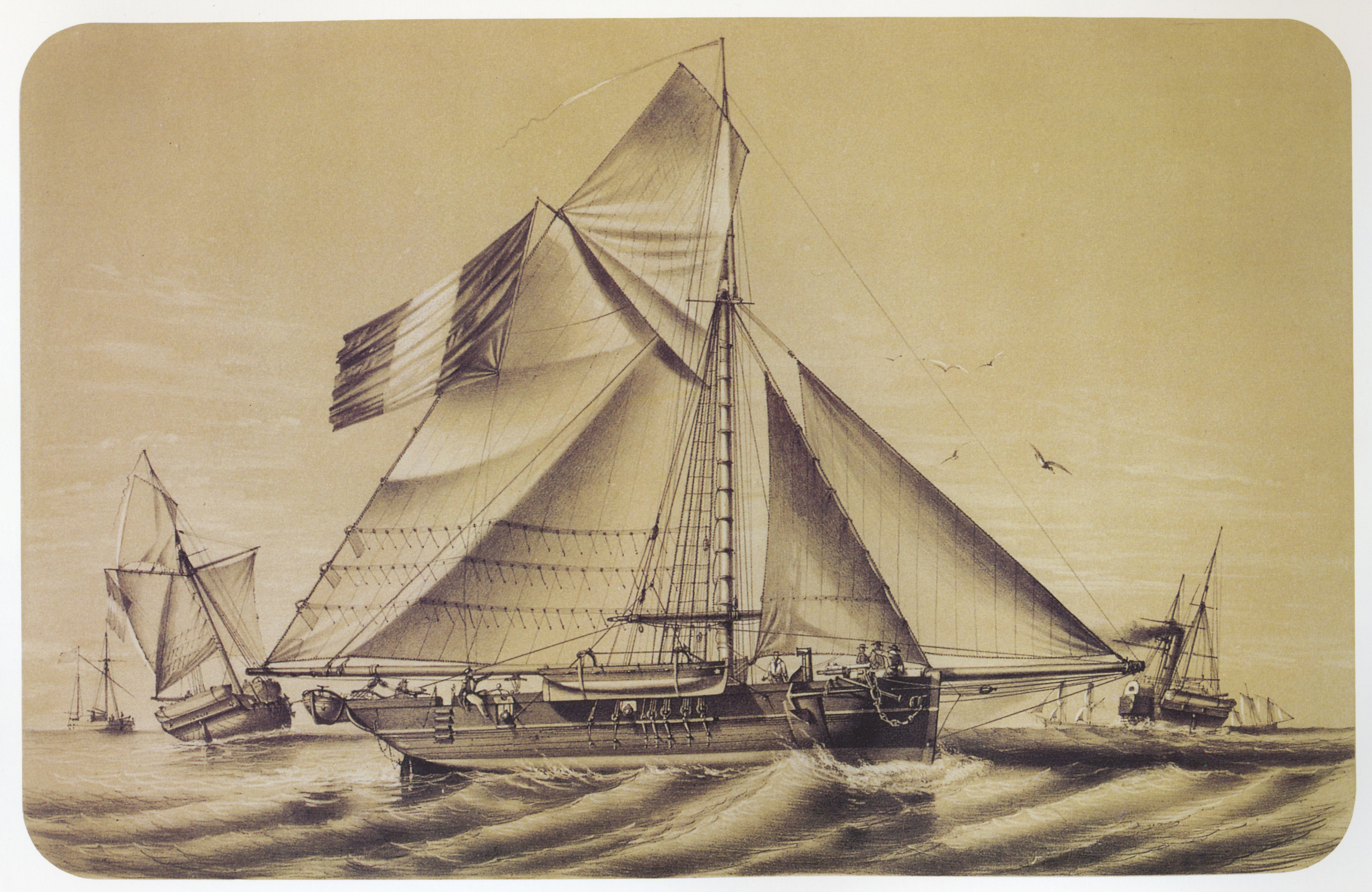
Cúter francès

Amb relació a la navegació, el terme cúter pot aplicar-se a entitats diferents. El sentit més actual fa referència a un vaixell de vela (o un aparell) amb un sol arbre, vela mestra i dos o més flocs. En els països anglosaxons un cúter («cutter») pot referir-se a un vaixell ràpid (actualment de motor) oficial, en funcions de guardacostes o militars. Un altre significat possible és el de barca auxiliar d’un vaixell principal, que pot desplaçar-se amb rems i amb veles. Un significat històric relaciona la paraula cúter amb una mena de vaixells de vela ràpids, introduïts el segle XVIII, emprats com a petits vaixells de guerra, guardacostes, contrabandistes o corsaris.

## Història
Hi ha controvèrsia sobre l'origen del cúter. S'hi proposen Anglaterra, Holanda, Nova Anglaterra, el Carib, i segur que en qualsevol d'aquestes terres a cavall entre els segles xvii i xviii es van fer servir vaixells del tipus del cúter canònic.
Al principi del segle xviii van ser utilitzats com a vaixells per al contraban, com a vaixells de guerra, vaixells de viatges, vaixells postals, o com a guardacostes, així com per a facilitar la comunicació entre els navilis de les grans flotes. Totes les tasques per a les quals exigien velocitat i seguretat en la navegació, fins i tot amb mar grossa. Els cúters militars (i els corsaris) estaven armats amb canons lleugers, del tipus pedrer, i ràpidament van trobar el seu ús en les flotes de la Mediterrània, de la Bàltica i Escandinàvia.

## Documents
- 1723. «Balandra».[1]

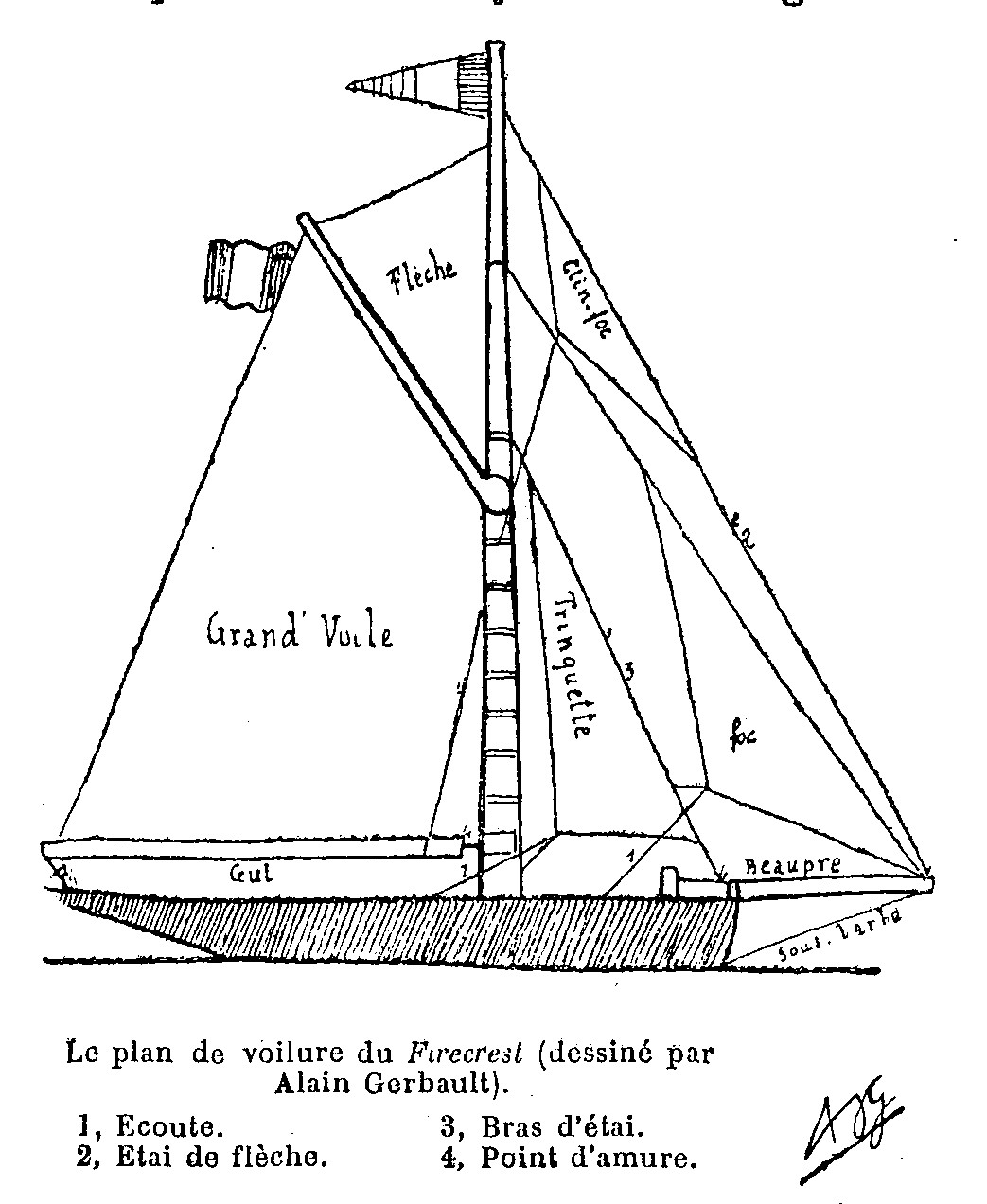
Dibuix del Firecrest. 1924

- 1762. «Cutter» com a vaixell de vela.[2]
- 1792. "... un cúter del resguardo..."[3]
- 1797. Viper.[4]
- 1839.[5]
- 1855. «Cúter» esmentat com a barca auxiliar d’un vaixell principal.[6]
- 1877. Cúter com a barca auxiliar d'una fragata.[7]
- 1952.[8]

## Cúters notables
- 1813. Le Renard.[9]
- 1924. Firecrest.[10]

### Classe J
Els iots de la Classe J sovint anaven aparellats com a cúters.

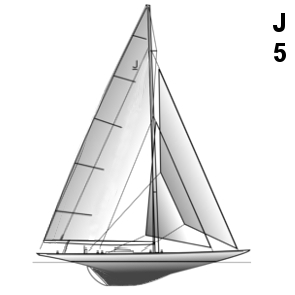
Ranger, 1937
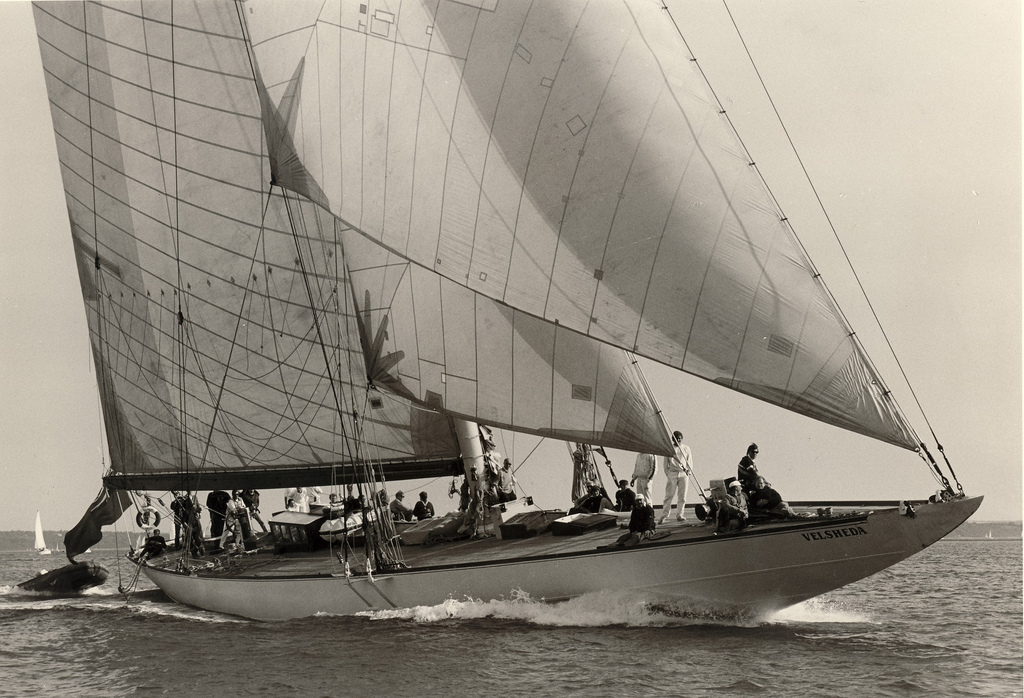
Velsheda